# Calomicrus pinicola
Calomicrus pinicola är en skalbaggsart som först beskrevs av Caspar Erasmus Duftschmid 1825.  Calomicrus pinicola ingår i släktet Calomicrus, och familjen bladbaggar. Arten är reproducerande i Sverige.